# Mohamed Attaoui
Mohamed Attaoui, född 26 september 2001, är en spansk friidrottare som tävlar i medeldistanslöpning.

## Karriär
Vid europamästerskapen i friidrott 2024 tog han silver på på 800 meter.